# Mr. Sid
Mr. Sid (Raamsdonksveer 10 oktober 1988), de artiestennaam van Sidney Heijmans, is een Nederlandse dj en producer.

## Biografie
Mr. Sid heeft in het verleden samengewerkt met namen als Nicky Romero en Armin van Buuren. In 2019 stond Mr. Sid op plek 15 in de 101 Top Producers List van 1001 Tracklists voor de top 101 beste producers ter wereld. In de voorgaande jaren waren dit de plekken: #62 (2018).
In 2020 behaalde Mr. Sid zijn eerste Beatport #1 Hit in de categorie Big Room , deze productie genaamd 'Techno' is in samenwerking met Nicky Romero. In totaal waren alle releases samen goed voor meer dan 10 miljoen streams alleen op Spotify.